# Liste der Stolpersteine in Einbeck
Die Liste der Stolpersteine in Einbeck enthält alle Stolpersteine, die im Rahmen des gleichnamigen Kunst-Projekts von Gunter Demnig in Einbeck verlegt wurden. Seit der ersten Verlegung am 12. Februar 2016 wurden bislang 61 Stolpersteine und eine Stolperschwelle verlegt. (Stand April 2024)

## Liste der Stolpersteine
| Adresse                        | Verlegedatum  | Person                         | Inschrift | Bild |
| ------------------------------ | ------------- | ------------------------------ | --- | --- |
| Altendorfer Straße 5 ·         | 13. Juni 2023 | Gustav Barmeyer (1873–1945)    | Hier wohnte GUSTAV BARMEYER Jg. 1873 denunziert verhaftet Aug. 1944 'Abgabe von Bekleidung ohne Bezugsschein' Zuchthaus Celle ermordet 10.2.1945 | |
| Altendorfer Straße 26 ·        | 25. Mai 2017  | Johanne Steinberg (1878–1940)  | Hier wohnte JOHANNE STEINBERG Jg. 1878 seit 1892 Patientin in verschiedenen Heilanstalten ‘verlegt’ 27.9.1940 Brandenburg ermordet 27.9.1940 ‘Aktion T4’ | |
| Altendorfer Straße 27 ·        | 12. Feb. 2016 | Rudolf Adler (1888–1942)       | Hier wohnte RUDOLF ADLER Jg. 1888 Flucht 1939 Lettland verhaftet 1941 interniert Nowosibirsk ermordet 22.11.1942 Kasachstan | |
| Altendorfer Straße 27 ·        | 12. Feb. 2016 | Berta Adler (1894–1942)        | Hier wohnte BERTA ADLER geb. Aronson Jg. 1894 Flucht 1939 Lettland ermordet 1942 Libau | |
| Altendorfer Straße 27 ·        | 12. Feb. 2016 | Kurt Adler (1920–?)            | Hier wohnte KURT ADLER Jg. 1920 Flucht 1938 USA | |
| Altendorfer Straße 27 ·        | 12. Feb. 2016 | Tamara Adler (1922–?)          | Hier wohnte TAMARA ADLER Jg. 1922 Flucht 1938 USA | |
| Altendorfer Straße 27 ·        | 12. Feb. 2016 | Margot Adler (1926–1942)       | Hier wohnte MARGOT ADLER Jg. 1926 Flucht 1939 Lettland ermordet 1942 Libau | |
| Altendorfer Straße 27 ·        | 12. Feb. 2016 | Edith Adler (1928–1942)        | Hier wohnte EDITH ADLER Jg. 1928 Flucht 1939 Lettland ermordet 1942 Libau | |
| Altendorfer Tor 7 ·            | 25. Mai 2017  | Louis Fuchs (1884–?)           | Hier wohnte LOUIS FUCHS Jg. 1884 Flucht 1936 Brasilien | |
| Altendorfer Tor 7 ·            | 25. Mai 2017  | Minna Fuchs (1894–?)           | Hier wohnte MINNA FUCHS geb. STRAUSS Jg. 1894 Flucht 1936 Brasilien | |
| Altendorfer Tor 7 ·            | 25. Mai 2017  | Gertraud Fuchs (1920–?)        | Hier wohnte GERTRAUD FUCHS verh. FRANKEN Jg. 1920 Flucht 1935 Brasilien | |
| Altendorfer Tor 7 ·            | 25. Mai 2017  | Fritz Fuchs (1925–?)           | Hier wohnte FRITZ FUCHS Jg. 1925 Flucht 1936 Brasilien | |
| Am Schillanger 10 ·            | 13. Juni 2023 | Hermann Schelm (1897–?)        | Hier wohnte HERMANN SCHELM Jg. 1897 im Widerstand/SPD 'Schutzhaft' 1933 Gefängnis Einbeck 'Aktion Gitter' Aug. 1944 KZ Neuengamme entlassen 14.9.1944 | |
| An der Katzbach 14 (Sülbeck) · | 13. Juni 2023 | Heinrich Blumhagen (1882–?)    | Hier wohnte HEINRICH BLUMHAGEN Jg. 1882 im Widerstand / SPD 'Aktion Gitter' Aug. 1944 KZ Neuengamme entlassen 14.9.1944 | Bild gesucht Der Benutzer GeorgDerReisende ( Diskussion ) wünscht sich an dieser Stelle ein Bild vom Ort mit diesen Koordinaten 51.770167 9.911523 . Motiv: An der Katzbach 14: der Stolperstein für Heinrich Blumhagen, die Lage und das Haus Falls du dabei helfen möchtest, erklärt die Anleitung , wie das geht. BW  |
| Auf dem Steinwege 11 ·         | 20. Apr. 2024 | August Jünemann                | Hier wohnte AUGUST JÜNEMANN Jg. 1900 im Widerstand/SPD verhaftet 15.5.1934 staatsfeindliche Äusserungen KZ Esterwegen entlassen 20.8.1934 | |
| Benser Straße 1 ·              | 25. Mai 2017  | Emilie Weimar (1872–1941)      | Hier wohnte EMILIE WEIMAR Jg. 1872 seit 1909 Patientin in verschiedenen Heilanstalten ‘verlegt’ 13.6.1941 Hadamar ermordet 13.6.1941 ‘Aktion T4’ | |
| Benser Straße 17 ·             | 23. Nov. 2019 | Alfred Herzberg (1880–1955)    | Hier wohnte ALFRED HERZBERG Jg. 1880 Flucht 1940 Argentinien | Bild gesucht Der Benutzer GeorgDerReisende ( Diskussion ) wünscht sich an dieser Stelle ein Bild vom Ort mit diesen Koordinaten 51.815701 9.865868 . Motiv: Benser Straße 17: die Stolpersteine für die Familie Herzberg, die Lage und das Haus Falls du dabei helfen möchtest, erklärt die Anleitung , wie das geht. BW |
| Benser Straße 17 ·             | 23. Nov. 2019 | Edith Herzberg (1912–1995)     | Hier wohnte EDITH HERZBERG verh. Weil Jg. 1912 Flucht 1938 Argentinien | |
| Benser Straße 17 ·             | 23. Nov. 2019 | Sophie Herzberg (1891–19??)    | Hier wohnte SOPHIE HERZBERG geb. Isenberg Jg. 1891 Flucht 1940 Argentinien | |
| Bürgermeisterwall 6 ·          | 12. Feb. 2016 | Hermann Strauss (1860–?)       | Hier wohnte HERMANN STRAUSS Jg. 1860 Flucht 1935 Brasilien | |
| Bürgermeisterwall 6 ·          | 12. Feb. 2016 | Berta Strauss (1868–?)         | Hier wohnte BERTHA STRAUSS geb. Stahl Jg. 1868 Flucht 1935 Brasilien | |
| Bürgermeisterwall 6 ·          | 12. Feb. 2016 | Julius Stern (1886–?)          | Hier wohnte JULIUS STERN Jg. 1886 Flucht 1935 Brasilien | |
| Bürgermeisterwall 6 ·          | 12. Feb. 2016 | Flora Fanny Stern (1891–?)     | Hier wohnte FLORA FANNY STERN geb. Strauss Jg. 1891 Flucht 1936 Brasilien | |
| Bürgermeisterwall 6 ·          | 12. Feb. 2016 | Heinz Rudolf Stern (1913–?)    | Hier wohnte HEINZ RUDOLF STERN Jg. 1913 Flucht 1931 Brasilien | |
| Bürgermeisterwall 6 ·          | 12. Feb. 2016 | Renate Stern (1922–?)          | Hier wohnte RENATE STERN Jg. 1922 Flucht 1935 Brasilien | |
| Dr.-Friedrich-Uhde-Straße 5 ·  | 20. Nov. 2021 | Elisabeth Dücker (1897–1941)   | Hier wohnte ELISABETH DÜCKER Jg. 1897 eingewiesen 1936 Heilanstalt Göttingen 'verlegt' 2.5.1941 Pirna-Sonnenstein ermordet 2.5.1941 'Aktion T4' | Bild gesucht Der Benutzer GeorgDerReisende ( Diskussion ) wünscht sich an dieser Stelle ein Bild vom Ort mit diesen Koordinaten 51.818449 9.872274 . Motiv: Dr.-Friedrich-Uhde-Straße 5 Falls du dabei helfen möchtest, erklärt die Anleitung , wie das geht. BW                                                         |
| Eigenheimstraße 21 ·           | 13. Juni 2023 | Gustav Hennecke (1925–1943)    | Hier wohnte GUSTAV HENNECKE Jg. 1925 eingewiesen 1941 Rotenburger Anstalten 'verlegt' 30.9.1941 Landesheilanstalt Eberswalde ermordet | |
| Grimsehlstraße 38 ·            | 20. Apr. 2024 | Hermann Evers                  | Hier wohnte HERMANN EVERS Jg. 1886 im Widerstand/SPD 'Schutzhaft' 1933 Gefängnis Einbeck 'Aktion Gitter' Aug. 1944 | |
| Grimsehlstraße 40 ·            | 20. Apr. 2024 | Franz Karl Winter              | Hier wohnte FRANZ KARL WINTER Jg. 1880 ausgegrenzt/drangsaliert tot 2. März 1944 | |
| Grimsehlstraße 40 ·            | 20. Apr. 2024 | Friederike Winter              | Hier wohnte FRIEDERIKE WINTER geb. Freudenstein Jg. 1874 gedemütigt/entrechtet Flucht in den Tod 6. März 1944 | |
| Langer Wall 11 ·               | 20. Apr. 2024 | Erna Siegmann                  | Hier wohnte ERNA SIEGMANN Jg. 1897 eingewiesen 1937 Landesanstalt Göttingen Heilanstalt Weilmünster 'verlegt' 13.6.1941 Hadamar ermordet 13.6.1941 Aktion T4 | |
| Langer Wall 24 ·               | 20. Apr. 2024 | Carl Scheibner                 | Hier wohnte CARL SCHEIBNER Jg. 1893 Zeuge Jehovas verhaftet 1936 Gefängnis Einbeck deportiert 1937 KZ Sachsenhausen ermordet 11.7.1938 | |
| Marktplatz 23 ·                | 23. Nov. 2019 | Julius Sollinger (1888–1944)   | Hier wohnte JULIUS SOLLINGER Jg. 1888 deportiert 1941 Riga 1944 Stutthof Buchenwald ermordet 20.10.1944 | |
| Marktplatz 23 ·                | 23. Nov. 2019 | Selma Sollinger (1891–1982)    | Hier wohnte SELMA SOLLINGER geb. Oppenheimer Jg. 1891 deportiert 1941 Riga 1944 Stutthof von Korben Todesmarsch Gefängnis Koronowo befreit | |
| Marktplatz 23 ·                | 23. Nov. 2019 | Margot Sollinger (1923–?)      | Hier wohnte MARGOT SOLLINGER verh. Hirschland Jg. 1923 deportiert 1941 Riga 1944 Stutthof ermordet | |
| Marktplatz 23 ·                | 23. Nov. 2019 | Irene Sollinger (1921–1978)    | Hier wohnte IRENE SOLLINGER verh. Rosenbaum Jg. 1921 Flucht 1940 USA | |
| Marktplatz 23 ·                | 13. Juni 2023 | Lothar Urbanczyk (1903–1986)   | Hier wohnte LOTHAR URBANCZYK Jg. 1903 gedemütigt/entrechtet Zwangsarbeit Okt. 1944 Lager Lenne Organisation Todt befreit | |
| Marktplatz 23 ·                | 13. Juni 2023 | Günther Urbanczyk (1900–1974)  | Hier wohnte GÜNTHER URBANCZYK Jg. 1900 gedemütigt/entrechtet Zwangsarbeit Okt. 1944 Lager Lenne Organisation Todt befreit | |
| Marktstraße 1–3 ·              | 20. Nov. 2021 | Helene Jordan (1884–?)         | Hier wohnte HELENE JORDAN Jg. 1884 Flucht 1935 Südafrika | |
| Marktstraße 1–3 ·              | 20. Nov. 2021 | Manfred Jordan (1886–1942)     | Hier wohnte DR. MANFRED JORDAN Jg. 1886 Flucht 1939 Belgien interniert Michelen deportiert 1942 ermordet in Auschwitz | |
| Marktstraße 1–3 ·              | 20. Nov. 2021 | Adele Jordan (1883–1942)       | Hier wohnte ADELE JORDAN Jg. 1883 Flucht 1939 Belgien Frankreich interniert Drancy deportiert 1942 ermordet in Auschwitz | |
| Marktstraße 5 ·                | 25. Mai 2017  | Selma Rosenberg (1898–?)       | Hier wohnte SELMA ROSENBERG Jg. 1898 deportiert 1942 Izbica ermordet | |
| Marktstraße 5 ·                | 25. Mai 2017  | Jakob Rosenberg (1895–1942)    | Hier wohnte JAKOB ROSENBERG Jg. 1895 deportiert 1941 Riga ermordet März 1942 Riga-Salaspils | |
| Marktstraße 11 ·               | 25. Mai 2017  | Theodor Kayser (1877–1935)     | Hier wohnte THEODOR KAYSER Jg. 1877 gedemütigt/entrechtet Flucht in den Tod 13.2.1935 | Stolperstein Einbeck Marktstraße 11 Theodor Kayser |
| Marktstraße 11 ·               | 25. Mai 2017  | Martha Kayser (1880–?)         | Hier wohnte MARTHA KAYSER geb. MAY Jg. 1880 Flucht 1940 Mexiko | Stolperstein Einbeck Marktstraße 11 Martha Kayser |
| Marktstraße 11 ·               | 25. Mai 2017  | Alfred Kayser (1907–?)         | Hier wohnte ALFRED KAYSER Jg. 1907 Flucht 1936 Palästina | Stolperstein Einbeck Marktstraße 11 Alfred Kayser |
| Marktstraße 11 ·               | 25. Mai 2017  | Artur Goldschmidt (1902–1941)  | Hier wohnte ARTUR GOLDSCHMIDT Jg. 1902 deportiert 1941 Riga ermordet Jan. 1942 Riga-Salaspils | Stolperstein Einbeck Marktstraße 11 Artur Goldschmidt |
| Marktstraße 11 ·               | 25. Mai 2017  | Walter Goldschmidt (1901–1941) | Hier wohnte WALTER GOLDSCHMIDT Jg. 1901 deportiert 1941 Riga ermordet Jan. 1942 Riga-Salaspils | Stolperstein Einbeck Marktstraße 11 Walter Goldschmidt |
| Marktstraße 11 ·               | 20. Nov. 2021 | Adolf Jordan (1881–1940)       | Hier wohnte ADOLF JORDAN Jg. 1881 ‘Schutzhaft’ 1938 Sachsenhausen schwer misshandelt tot an den Folgen 25.1.1940 | |
| Marktstraße 28 ·               | 23. Nov. 2019 | Wilhelm Schramme (1895–1941)   | Hier wohnte WILHELM SCHRAMME Jg. 1895 eingewiesen 1929 Heilanstalt Göttingen ‘verlegt’ 2.5.1941 Pirna-Sonnenstein ermordet 2.5.1941 ‘Aktion T4’ | |
| Maschenstraße 5 ·              | 12. Feb. 2016 | Martin Cohn (1869–1941)        | Hier wohnte MARTIN COHN Jg. 1869 gedemütigt/entrechtet Flucht in den Tod 21.4.1941 | |
| Maschenstraße 36 ·             | 13. Juni 2023 | Richard Borowski (1894–1956)   | Hier wohnte RICHARD BOROWSKI Jg. 1894 im Widerstand/SPD 'Schutzhaft' 1933 KZ Moringen 'Aktion Gitter' Aug. 1944 KZ Neuengamme entlassen 14.9.1944 | |
| Rabbethgestraße 4 ·            | 25. Mai 2017  | Rosa Steinberg (1864–1942)     | Hier wohnte ROSA STEINBERG Jg. 1864 Zwangseinweisung April 1942 Hannover jüd. Krankenhaus tot 19.4.1942 | |
| Schusterstraße 3 ·             | 20. Apr. 2024 | Rudi Scheffler                 | Hier wohnte RUDI SCHEFFLER Jg. 1905 eingewiesen Landesanstalt Hubertusburg 'verlegt' 30.8.1940 Pirna-Sonnenstein ermordet 30.8.1940 Aktion T4 | |
| Stadtgrabenstraße 22 ·         | 20. Apr. 2024 | August Fricke                  | Hier wohnte AUGUST FRICKE Jg. 1905 im Widerstand/KPD 'Schutzhaft' 1933 Strafgefängnis Hameln entlassen 1934 'Aktion Gitter' Aug. 1944 KZ Neuengamme entlassen 14.9.1944 | |
| Stiftplatz 3 ·                 | 20. Apr. 2024 | Helene Harm                    | Hier wohnte HELENE HARM Jg. 1867 eingewiesen 1926 Landesanstalt Lüneburg 1941 Heilanstalt Herborn 'verlegt' 16.6.1941 Hadamar ermordet 16.6.1941 Aktion T4 | |
| Teichenweg 1 ·                 | 25. Juni 2018 | Stolperschwelle                | In Erinnerung an mehr als 1000 Männer, Frauen, Kinder, Zivilisten und Kriegsgefangene 1940 – 1945 ausgenutzt als Zwangsarbeiter in Industrie, Handel, Gastronomie, Haushalten, Landwirtschaft, Verwaltung entrechtet – gedemütigt – misshandelt – viele von ihnen ermordet | |
| Tiedexer Straße 5 ·            | 12. Feb. 2016 | Bertha Archenhold (1886–?)     | Hier wohnte BERTHA ARCHENHOLD Jg. 1886 deportiert 1942 Ghetto Warschau Schicksal unbekannt | |
| Tiedexer Straße 5 ·            | 12. Feb. 2016 | Elsa Archenhold (1889–?)       | Hier wohnte ELSA ARCHENHOLD Jg. 1889 deportiert 1942 Ghetto Warschau Schicksal unbekannt | |
| Tiedexer Straße 9 ·            | 20. Nov. 2021 | Sophie Fels (1856–1940)        | Hier wohnte SOPHIE FELS Jg. 1856 gedemütigt/entrechtet tot 21.2.1940 | |
| Tiedexer Straße 9 ·            | 20. Nov. 2021 | Rosalie Fels (1863–1943)       | Hier wohnte ROSALIE FELS Jg. 1863 deportiert 1942 Theresienstadt ermordet 24.1.1943 | |
| Walter-Rathenau-Straße 8 ·     | 13. Juni 2023 | Josef Cestnik (1890–?)         | Hier wohnte JOSEF CESTNIK Jg. 1890 im Widerstand/SPD verhaftet 1938 Vergehen gegen 'Heimtückegesetz' entlassen Feb. 1939 | |

## Verlegungen
- 12. Februar 2016: 15 Steine an vier Adressen[4]
- 25. Mai 2017: 14 Steine an sechs Adressen
- 25. Juni 2018: eine Stolperschwelle vor dem Eingang zum Neuen Rathaus
- 23. November 2019: acht Steine an drei Adressen[5]
- 20. November 2021: sieben Stolpersteine an vier Adressen[6]
- 13. Juni 2023: acht Stolpersteine an sieben Adressen[7]
- 20. April 2024: neun Stolpersteine an acht Adressen[8]